# Call of Duty: Black Ops – Declassified
Call of Duty: Black Ops – Declassified ist ein First-Person-Shooter und Ableger von Activisions Shooter-Reihe Call of Duty, der zeitgleich mit Call of Duty: Black Ops II am 13. November 2012 exklusiv für die Handheld-Konsole PlayStation Vita veröffentlicht wurde. Entwickelt von Nihilistic Software galt der Titel als Hoffnungsträger für die siechenden Absatzzahlen der Playstation Vita. Bei einer kolportierten Entwicklungszeit von fünf Monaten konnte das Ergebnis in den Kritiken letztendlich jedoch nicht überzeugen. Die Kampagne besteht aus einer Reihe nicht zusammenhängender Einzelmissionen, die zeitlich zwischen Black Ops und Black Ops 2 angesiedelt sind und einige Figuren dieser Spiele wieder aufgreifen. Daneben existiert eine Mehrspieler-Funktion mit Team-Deathmatch und weiteren Varianten. Die Steuerung nutzt die Touch-Funktionalitäten der PlayStation Vita.

## Rezeption
Das Spiel erhielt überwiegend negative Kritiken (Metacritic: 33/100).

„Black Ops: Declassified wirkt von vorne bis hinten unfertig: Vor allem die schlechte KI, Lags und technische Fehler sorgen für Frust.“

“Declassified is such a laughable attempt at capturing the Call of Duty formula that it borders on self-parody, with a flaccid campaign that can be beaten in under an hour and agonizing, bug-riddled multiplayer.”

„Declassified ist ein so lächerlicher Versuch, die Call-of-Duty-Formel einzufangen, dass es an Selbstparodie grenzt; mit einer schlappen Kampagne, die in weniger als einer Stunde durchgespielt werden kann, und einem stinklangweiligen, von Fehlern nur so strotzenden Mehrspieler-Modus.“

“Call of Duty: Black Ops Declassified is a massive disappointment that tarnishes this highly regarded franchise. What's more, this is a blown opportunity for the Vita to garner itself a headline game and franchise that could have really energized the system.”

„Call of Duty: Black Ops Declassified ist eine massive Enttäuschung, die dieses hoch angesehene Franchise befleckt. Schlimmer noch, es ist eine vertane Chance für die Vita, sich einen Vorzeigetitel und ein Franchise zu sichern, die dem System wirklich Auftrieb hätten geben können.“

In Großbritannien konnte sich das Spiel zum Verkaufsstart auf Platz 16 der Verkaufscharts platzieren und avancierte damit zur zweitbesten Vita-Veröffentlichung des Jahres. Entwickler Nihilistic Software zog sich nach Beendigungen der Arbeiten aus der Entwicklung von Retail-Spielen zurück und firmierte zu nStigate um, trat als Unternehmen seither jedoch nicht mehr in Erscheinung.